# 大桥镇 (嘉兴市)
大桥镇是中华人民共和国浙江省嘉兴市南湖区下辖的一个镇。2019年中国百强乡镇第97名。

## 行政区划
大桥镇下辖以下村级行政区划单位：
大桥社区、步云社区、天明社区、中华村、十八里村、江南村、吕塘村、八里村、农建村、云东村、胥山村、建国村、焦山门村、花园村、倪家浜村、东洋浜村和由桥村。